# Clifford Scott (musicista)
Clifford Donley Scott (San Antonio, 21 giugno 1928 – 19 aprile 1993) è stato un sassofonista e flautista statunitense di jazz, blues, e R&B.
Scott ha iniziato come batterista nella band di famiglia, suonava inoltre il violino e il piano. Negli anni 60 ha lavorato con Sonny Thompson, Jimmy Witherspoon, Gerald Wilson, Onzy Matthews, e Frank Butler, fu un membro della band di Ray Charles dal 1966 al 1968 e ancora nel 1970.